# پای شیر آردآلو
پای شیر آردآلو (نام علمی: Alchemilla farinosa) یک گونه از سرده پای شیر از خانواده یا تیرهٔ گلسرخیان است.